# Светлост дана
Светлост дана (енгл. Daylight) је филм из 1996. који је режирао Роб Коен. 

## Радња
Банда пљачкаша, бежећи од полицијске потере, налази се у подземном тунелу који повезује Менхетн и Њу Џерси. У пуној брзини, њихов аутомобил се судара са камионом који је превозио експлозив. Као резултат експлозије, тунел је блокиран са оба краја. Остало је у животу само десетак уплашених људи. Они не могу изаћи без спољне помоћи. Ауто таксисте Кита Латуре налази се на улазу у тунел у тренутку експлозије и он очајнички покушава да уђе у тунел како би из њега извукао људе. Пре много година радио је у спасилачкој служби, али је добио отказ када су запослени под његовом командом умрли по његовом наређењу. Сада Латура има прилику да искупи своју кривицу и спасе беспомоћне људе.

## Улоге
| Глумац             | Улога          |
| ------------------ | -------------- |
| Силвестер Сталоне  | Кит Латура     |
| Ејми Бренеман      | Мадлен Томпсон |
| Виго Мортенсен     | Рој Норд       |
| Стен Шо            | Џорџ Тирел     |
| Сејџ Сталоне       | Винсент        |
| Трина Маги Дејвис  | Латонја        |
| Данијела Харис     | Ешли Крајтон   |
| Џеј О. Сандерс     | Стивен Крајтон |
| Карен Јанг         | Сара Крајтон   |
| Колин Фокс         | Роџер Трилинг  |
| Клер Блум          | Еленор Трилинг |
| Ден Хедеја         | Френк Крафт    |
| Ванеса Бел Каловеј | Грејс Каловеј  |
| Риноли Сантијаго   | Мајки          |

## Зарада
- Зарада у САД - 33.023.469 $
- Зарада у иностранству - 126.189.000 $
- Зарада у свету - 159.212.469 $